# Гізер Морріс (письменниця)
Гізер Морріс (нар. 1953) — новозеландська письменниця, яка живе в Австралії. Її дебютним романом у 2018 році став «Татуювальник Аушвіцу».

## Раннє життя
Народилася в 1953 році в Те Авамуту на Північному острові Нової Зеландії. Пізніше переїхала з сім'єю до міста Піронгія та закінчила середню школу Те Авамуту. В інтерв'ю Гізер заявляла, що в дитинстві нічого не знала про Голокост.
У 1971 році вона переїхала до Мельбурна; там познайомилася зі Стівом Моррісом, з яким одружилася у 1973 році. У 1975 році вона повернулася до Нової Зеландії з чоловіком і оселилася в Крайстчерчі. Їхній перший син народився в 1976 році, другий — у 1980 році, а дочка — в 1985 році.
Морріс почала навчання в Кентерберійському університеті в 1986 році, але повернулася до Мельбурна в 1987 році та закінчила Університет Монаш зі ступенем бакалавра політології та соціології в 1991 році. У 1995 році вона почала працювати офіс-менеджеркою у відділі соціальної роботи в медичному центрі Монаша в Мельбурні, де залишалася до 2017 року.

## Кар'єра
У 1996 році Морріс записався на курс професійного письма в Австралійському коледжі журналістики. Брала участь у сценарних лекціях, семінарах і творчих майстернях як в Австралії, так і в США. Її перший сценарій рецензувала оскароносна письменниця та сценаристка Памела Уоллес.
У 2003 році познайомилася з Лалі Соколовим і подружилася з ним через два місяці після смерті його дружини Гіти. На той час йому було 87 років. Протягом наступних трьох років, аж до своєї смерті у 2006 році, Лалі розповідав їй подробиці про своє життя під час Голокосту та про свою роботу майстром татуювань у концентраційному таборі Аушвіц, яку йому доручили адміністратори СС. На основі його розповідей Морріс пізніше написала сценарій «Татуювальник Аушвіцу». Попри те, що сценарій був обраний австралійською кінокомпанією, компанія не скористалася своїм правом, і опціон втратив чинність через шість років. Вона брала участь у міжнародних конкурсах, де отримала багато нагород, включаючи Міжнародну незалежну кінопремію у 2016 році.
Зрештою невістка переконала Морріс переписати сценарій як роман, який вона назвала «Татуувальник Аушвіцу». Книга, що вийшла у 2018 році, стала бестселером. Вона була опублікована в більш ніж 50 країнах світу та розійшлася десятками мільйонів примірників. У 2018 році роман був № 1 у списку бестселерів New York Times і № 1 у списку міжнародних бестселерів The New York Times. У 2024 році книга була екранізована в мінісеріалі з Гарві Кейтелем у ролі Лалі Соколова та Мелані Лінскі в ролі Морріс.
Її друга книга, продовження «Татуювальника Аушвіцу», «Подорож Цильки», вийшла у 2020 році та розповідає історію Цильки Ковачової, якій було 16 років, коли вона прибула до Освенцима і стала коханкою коменданта табору. Після звільнення з табору її заарештували та відправили до ГУЛАГу в Росії, де вона зустріла свого чоловіка Івана та втекла до Канади. У рамках дослідницької роботи над книгою Морріс чотири рази відвідав Словаччину та дослідила життя Ковачової. Вона також відвідала Яд Вашем, щоб продовжити дослідження Голокосту. Пасинок Ковачової, Джордж Ковач з Каліфорнії, подав до суду на Морріс після публікації книги, оскільки, за його словами, історія є «образливою» та розмиває межі між фактом і вигадкою.
У 2021 році вийшла третя книга трилогії «Обіцянка сестер» про трьох сестер, які разом виживають в Аушвіці, прибувають до Словаччини та іммігрують до Ізраїлю.
Її остання книга 2023 року «Сестри під вранішнім сонцем» розповідає про жінок у японських трудових таборах в Індонезії під час Другої світової війни.

### Трилогія«Татуювальник Аушвіцу».
- 2017 — Татуювальник Аушвіцу
- 2019 — Подорож Цильки
- 2021 — Обіцянка сестер

### Інші романи
- 2020 — Stories of Hope
- 2022 — Listening Well
- 2023 — «Сестри під вранішнім сонцем»